# Ptychoceratodus
Ptychoceratodus is een geslacht van uitgestorven longvissen die leefden van in het Vroeg-Trias en Midden-Jura.
Ptychoceratodus kwam voor tijdens het Trias op het gehele toenmalige supercontinent Gondwana met fossiele vondsten in Brazilië (Santa María-formatie), de Zuid-Afrikaanse provincie Vrijstaat (Cynognathus Assemblage Zone van de Beaufortgroep), Madagaskar, India en Australië. Ptychoceratodus is tevens bekend uit Europa en oostelijk Azië.
Het geslacht werd door Otto Jaekel opgericht voor de enige soort Ptychoceratodus runcinatus, overgebracht uit het geslacht Ceratodus. De typesoort is Ptychoceratodus serratus uit het Midden-Trias van Zwitserland en Duitsland. Ptychoceratodus had twee paar massieve tandplaten met 4 tot 6 scherpe ribbels. Zijn schedeldak bestond uit massieve, plaatvormige botten. In het centrale deel van het schedeldak bevond zich een niet verstevigde fenestra. De meeste vondsten van Ptychoceratodus zijn afzonderlijke tandplaten, sommige geassocieerd met kaken. Andere delen van de schedel of het postcraniale skelet worden relatief zelden als fossiel gevonden. De anatomie van de schedel is het best bekend bij Ptychoceratodus serratus, terwijl minder compleet schedelmateriaal ook bekend is van Ptychoceratodus concinuus, Ptychoceratodus phillipsi en Ptychoceratodus rectangulus. Hoewel Ptychoceratodus uitsluitend bekend is uit het Trias en Jura, zijn er ook specimens uit het Krijt naar dit geslacht verwezen. Ze worden echter vaker beschouwd als vertegenwoordigers van Metaceratodus. Ptychoceratodus is het enige lid van de familie Ptychoceratodontidae. De eerste benoemde soort is Ptychoceratodus phillipsi door Louis Agassiz in 1837 als een soort van Ceratodus en later verplaatst naar het geslacht Ptychoceratodus. Ptychoceratodus komt voornamelijk voor in Europa. Voorkomens in andere continenten suggereren echter dat de soort tijdens het Trias wereldwijd verspreid was. Na 2010 werd nieuw fossiel materiaal na Europa gerapporteerd uit Zuid-Amerika, India en Groenland.